# 雙城故事 (電視劇)
《雙城故事》（英語：A Taiwanese Tale of Two Cities），2018年台灣都市情感劇，是凱擘影藝首次與Netflix共同支持的跨國製作影集。，由陳怡蓉、溫昇豪、曾珮瑜、黃柏鈞、龍劭華、嚴藝文、楊麗音、萬芳、梅芳、羅美玲、李博翔領銜主演，於2017年11月26日開鏡，11月29日開拍，12月1日記者會，2018年4月30日全劇殺青，公視主頻於9月1日晚間九點播出，MyVideo （页面存档备份，存于）於當晚十點同步播出，而民視無線台於9月2日播出，八大戲劇台於9月9日播出。Netflix則同步於9月1日起，每週六晚間十點在全球超過190國家陸續上線，將台灣的樣貌介紹給全世界。

## 製作
Netflix於2017年9月20日宣布和凱擘影藝與青睞影視合作，攜手打造由葉天倫執導兼製作的跨國長篇影集《雙城故事》。《雙城故事》早於2015年獲得文化部影視及流行音樂產業局「104年度高畫質旗艦型連續劇製作補助案」新臺幣3000萬元的補助，為Netflix首次和文化部影視及流行音樂產業局合作，劇集共歷時了三年的籌備期。葉天倫在此前與Netflix接觸了八至九個月，當初Netflix有意購買《台北愛情捷運系列》，但版權已先賣給了福斯傳媒集團旗下的衛視電影台，在後續長時間的洽談中，葉天倫便提出了《雙城故事》的構想，因此敲定攜手製作一部擁有國際觀的台灣人影視作品。
劇情藉由居住於台北市大稻埕的臺灣女孩和於美國舊金山成長的亞裔女孩交換公寓的安排，透過兩種視角，描繪當代人的生活態度與處世觀點，呈現不同文化撞擊的火花。

## 播出時間

### 首播
| 频道       | 所在地 | 播映日期     | 播出时间           | 备注         |
| ---------- | ------ | ------------ | ------------------ | ------------ |
| 公共電視台 | 臺灣   | 2018年9月1日 | 每週六 21:00-22:30 | 僅地上波播映 |
| 民視無線台 | 臺灣   | 2018年9月2日 | 每週日 22:00-23:30 | 僅地上波播映 |
| 八大戲劇台 | 臺灣   | 2018年9月9日 | 每週日 20:00-21:30 |              |

### 網路平台
| 频道    | 所在地   | 播映日期       | 播出时间       | 备注                                                      |
| ------- | -------- | -------------- | -------------- | --------------------------------------------------------- |
| Netflix | 全世界   | 2018年9月1日   | 每週六晚間十點 |                                                           |
| MyVideo | 臺灣     | 2018年9月1日   | 每週六晚間十點 |                                                           |
| 愛奇藝  | 中国大陆 | 2018年11月17日 | 每週六晚間十點 | 11月17日上架一至十集 11月24日每週上架一集 VIP搶先一週觀看 |

## 演員列表

### 主要演員
| 演員   | 角色   | 介紹 |
| 陳怡蓉 | 李念念 | 美女中醫師，在大稻埕中藥鋪備受呵護的台灣女孩，一心認為真愛就在舊金山，決定放手一搏勇敢飛翔。                                |
| 溫昇豪 | 鄧天明 | 大稻埕明天柑仔店的老闆，一心想讓身邊的人都變得更好，決定不怕跌倒勇往直前。                                                  |
| 曾珮瑜 | JO     | 英文名：Josephine Huang，中文名：黃台美。從小在舊金山獨立自主的台美第二代，一心想親眼目睹故鄉的迷人，決定放下成見尋找自己。 |
| 黃柏鈞 | Ryan   | 葉仁奕，擁有餐廳的舊金山行政主廚 ，一心想珍惜每一刻的美好，決定克服距離追尋真愛。                                           |

### 重要演員
| 演員   | 角色      | 介紹                                                                                   |
| 龍劭華 | 李仁貴    | 念念的父親，家傳中藥行經營了三代，想把中醫絕學傳授給女兒到現在都沒開悟的「濟世」。     |
| 嚴藝文 | 吳靜文    | 念念的繼母，從小就對常年生病的念念特別呵護，也是念爸的好幫手。                         |
| 梅芳   | 黃陳秋菊  | JO的祖母，對兒子留美求學後無法再回台灣的遺憾心中一直怪罪JO的母親，無法原諒。           |
| 楊麗音 | 陳琇荷    | JO的母親，台大畢業後去美國留學，JO的父親過世後就不想回台灣直到JO見到祖母後才改變想法。 |
| 羅美玲 | 肉鬆      | 柑仔店的駐唱歌手，身兼會計，雖然擔心明天柑仔店沒生意，仍然默默支持著。                 |
| 李博翔 | 小盟      | JO的表弟，也是「挖94愛台北」的網紅直播主，人見人愛的小鮮肉，在明天柑仔店打工           |
| 龔葳妮 | Vicky Kim | 美國中醫學校的醫生，對實習生很嚴厲。                                                   |

### 次要演員
| 演員              | 角色     | 介紹                                                         |
| 王翔永            | Hank     | JO的弟弟，和善有教養完全洋化的美國青年，和母親姐姐感情良好。 |
| 成潤              | 小趙     | 為老趙的兒子，也是街區投資人之一。                           |
| 李詩庭            | 念念     | 小時候的李念念。                                             |
| 鄒荃如            | Tiffany  | Ryan和Sally的女兒。                                          |
| 黃舒湄            | 月嬸     | 天明的老鄰居，因投資天明受挫，但仍義氣相挺。                 |
| 孔令元            | Iris     | 美國中醫學校的實習醫生。                                     |
| 月夏              | 實習醫生 | 美國中醫學校的實習醫生。                                     |
| 蘇佩碩            | 實習醫生 | 美國中醫學校的實習醫生。                                     |
| 王博麟            | 實習醫生 | 美國中醫學校的實習醫生。                                     |
| 程鈺婷            | 老師     | 美國中醫學校的韓國醫生。                                     |
| 劉香君            | 錦華     | 小盟的母親，一直陪伴著JO的祖母。                             |
| 沈文凱            |          | 餐廳助手。                                                   |
| Cat Cassidy       | Serena   | 維勝女友，也是他的辦公室女主管。                             |
| 應蔚民            | 仙草     | Gin 老公，大稻埕商店老闆。                                   |
| 阮安妮            | Gin      | 外籍新娘Gin因久婚未孕而就醫。                                |
| 顏曉筠            | 施女     | 美國回來的女學生，隨施父看老屋。                             |
| 黃瑄              | 黃女     | 美國同鄉會Peter叔女兒。                                      |
| 范時軒            | 女孩     | 想開咖啡廳的女孩。                                           |
| 鄧雨晨            | 女孩     | 想開咖啡廳的女孩。                                           |
| 沈佑承            | 維維     | 給念念看病的小孩                                             |
| 游小白            | 郵差     | 街區，10年前的郵差。                                         |
| 康峯              | 琴手     | 天明彈鋼琴的替手。                                           |
| 楊意尋            | 編劇     | 常給念念看病的女編劇。                                       |
| 王宥澄            | 小Jo     | 小時候的Jo。                                                 |
| 謝雷諾            | 建築師   | 建築師。                                                     |
| 林佳瑩            | 默劇     | 默劇演出的念念生母。                                         |
| 許瑋博            | 默劇     | 默劇演出的念爸。                                             |
| 游于萱            | 默劇     | 默劇演出的念媽。                                             |
| 陳怡妤            | 來賓     | 宴會中的女製片。                                             |
| 林佩霓            | 會計     | JO祖母成衣廠的會計                                           |
| 葉文豪            | 設計師   | 老屋改建的設計師。                                           |
|                   | 設計師   | 老屋改建的設計師。                                           |
| 李世滄            | 廚師     | 美國餐廳的廚師。                                             |
| 許蓁蓁            | 老老闆娘 | 咖啡廳的老闆娘。                                             |
| 王上豪            | 阿龍     | 大稻埕街區商家                                               |
| 巫國熙            | 商家     | 大稻埕街區投資者之一。                                       |
| Magnolia La Manga | 皇后     | 同性PARTTY的變裝皇后。                                       |
| 鄭淯澤            | 小孩     | 天明婚後的3歲兒子。                                          |
| 王怡雯            | Zoe      |                                                              |
| 蔡奇恩            | Ben      |                                                              |
| 許韶芬            | 婦人     | 和勝堂看診婦人。                                             |

### 美國演員
| 演員           | 角色                       | 介紹 |
| Greg Flowers   | Vineyard Owner             |      |
| Chuck Mccains  | Police Officer             |      |
| Debra Miler    | DMV Driving Examiner       |      |
| Linda Henry    | Waitress                   |      |
| Tiffany Sainz  | DJ                         |      |
| Lucas Lee      | 12y Hank                   |      |
| Corey Jackson  | Meditation Coach           |      |
| Greg B.Mills   | Uber Driver                |      |
| Devon Douglas  | Street Performer           |      |
| Sabrina Listek | Hot Party Girl             |      |
| Karen Stilwell | Citizenship Oath Officiant |      |

### 客串演員
| 演員                     | 角色       | 介紹                                                                     |
| 萬芳                     | 千惠       | 念念生母，生了念念後不惜離開女兒遠赴舊金山尋求自己的流浪夢。             |
| 孫情                     | 錢教授     | 舊金山中醫學校來自中國的中醫和來自台灣的念念成了莫逆之交。               |
| 施易男                   | 王維勝     | 念念的前男友，後因憂鬱症靠念念出手幫忙。                                 |
| 朱宏章                   | 黃敏雄     | JO的父親在美國因罹罕見疾病無法回台，未了的心願讓JO在台灣一一完成。       |
| 鄭人碩                   | 小朱       | 2008雷曼兄弟金融風暴時和天明同時受挫，10年後卻報復天明而捲投資款逃出國。 |
| 殷悅                     | Sally      | Ryan第三任妻子，已離婚。                                                 |
| 謝怡芬                   | Lisa       | Ryan第一任妻子，已離婚。                                                 |
| 黃志瑋                   | Chris      | JO美國的前男友。                                                         |
| 小男孩樂團               | 米非       | 和肉鬆同為柑仔店的駐唱歌手。                                             |
| 蔡阿炮                   | 老趙       | 本名趙騰熊，合勝堂的老病號兼老友，也是街區的投資者。                     |
| 雷洪                     | 張國強     | 大稻埕街區的老屋主之一。                                                 |
| 游安順                   | 王學慶     | JO父親的同學，他太太曾是JO父的初戀情人。                                 |
| 聶秉賢                   | Peter      | 美國同鄉會的成員，聚會時為念念送醫急診。                                 |
|                          | 施父       | 大稻埕屋主，放心將老屋交予天明經營茶館。                                 |
| 秦宇子                   | Wendy      | 中醫學校的中國學生，後成為念念的好友。                                   |
| Jacqueline Gourlay Grant | 湯瑪森太太 | JO的鄰居曾是好萊塢演員，單身在舊金山。                                   |
| 鄧安琪                   | 老闆娘     | 舊金山唐人街的老闆娘，念念生母曾在此工作。                               |
| 陳家逵                   | 主持人     | 太平洋選拔記者會的主持人。                                               |
| 王治平                   | 吉他手     | 柑仔店長期的樂團吉他手。                                                 |
| 林志儒                   | 屋主       | 大稻埕茶行屋主，向天明介紹老屋的經營理念。                               |
| 黃宇琳                   | 京劇       | 〈永樂春風茶館〉開幕的京劇小天后。                                       |

## 電視劇歌曲
| 曲別   | 歌名                       | 演唱者           | 作詞                                                                      | 作曲                                                                      |
| 片頭曲 | Love Yourself              | 萬芳             | Holly Lou 羅維真                                                          | Holly Lou 羅維真                                                          |
| 片尾曲 | Never the Point            | The Empire       | 陶山Skot Suyama、Matt Gervai、Gervais、Tobias Burch、Mikey、Melissa Reese | 陶山Skot Suyama、Matt Gervai、Gervais、Tobias Burch、Mikey、Melissa Reese |
| 片尾曲 | 沒遺憾，只有愛             | Rose劉明湘       | Rose劉明湘、高琮期                                                        | terrytyelee、余竑龍                                                       |
| 插曲   | 21st Century Jam           | terrytyelee      | terrytyelee                                                               | terrytyelee                                                               |
| 插曲   | 底線 Acoustic              | Julia吳卓源      | 蔣剃刀                                                                    | terrytyelee、Julia吳卓源                                                  |
| 插曲   | Blue Magic Sunday          | terrytyelee      | terrytyelee                                                               | James Kerridge、terrytyelee                                               |
| 插曲   | Life's Thinking About You  | Parking Lot Pimp | terrytyelee、J.Green                                                      | terrytyelee、J.Green、M.Alsagoff                                          |
| 插曲   | Uh Huh                     | Ape高愷蔚        | terrytyelee、Ape高愷蔚                                                    | terrytyelee、余竑龍                                                       |
| 插曲   | Turn Up The Night To Music | terrytyelee      | terrytyelee                                                               | terrytyelee                                                               |
| 插曲   | 這次算妳贏拉               | terrytyelee      | terrytyelee                                                               | terrytyelee                                                               |
| 插曲   | Find A Way                 | Julia吳卓源      | terrytyelee                                                               | terrytyelee                                                               |
| 插曲   | H.E.N.R.Y                  | Julia吳卓源      | terrytyelee                                                               | terrytyelee、余竑龍                                                       |
| 插曲   | 向前走                     | 林強             | 林強                                                                      | 林強                                                                      |
| 插曲   | 我孩的媽                   | 王翔永、陳信維   | 王翔永、陳信維                                                            | 王翔永、陳信維                                                            |
| 插曲   | Gravity                    | 王翔永、陳信維   | 王翔永、陳信維                                                            | 王翔永、陳信維                                                            |
| 插曲   | RiDE                       | 王翔永、陳信維   | 王翔永、陳信維                                                            | 王翔永、陳信維                                                            |
| 插曲   | 飛呀！我心                 | 福爾摩沙合唱團   | 李嘉明                                                                    | 威爾第                                                                    |
| 插曲   | Call it a day              | Tommy Ljungberg  |                                                                           |                                                                           |

## 分集
| 集數 | 標題                                  | 首播日期 （公視、Netflix、MyVideo） | 播出日期 （民視） | 公視 收視率 | 民視 收視率 |
| --- | ------------------------------------- | ----------------------------------- | ----------------- | ----------- | ----------- |
| 1 | 砍掉重練 Destroyed                    | 2018年9月1日                        | 2018年9月2日      | 0.60        | 0.93        |
| 李念念（陳怡蓉飾）是一個台灣女孩，從小在臺北市大稻埕的中藥舖長大，有很愛她的繼母跟父親，還有個要好的青梅竹馬鄧天明（溫昇豪飾）。但她一心嚮往著舊金山，因為生母拋家到舊金山追夢，交往十年的男友也調職到舊金山。而喬（曾珮瑜飾）則是在舊金山獨立自主的第二代台灣美裔女孩，她想看看自己從未來過的故鄉。這兩人同時報名了太平洋最棒的工作，「台北小姐」念念與「舊金山小姐」喬成為了朋友，在一場意外下她們做了交換住處的決定，念念跟著剛認識的朋友萊恩（黃柏鈞飾）來到了喬位於舊金山的公寓，想找回一年多沒見的男友王維勝。喬則住念念家，看看故鄉台灣到底如何。 |                                       |                                     |                   |             |             |
| 2 | 第一餐 First Bite                     | 2018年9月8日                        | 2018年9月9日      | 0.54        | 1.00        |
| 喬隱瞞了自己遇到詐騙的事情，騙舊金山的家人自己奪得「太平洋最棒的工作」冠軍，所以要留在台灣，短期內不會回美國，並叫他們照顧來舊金山玩的李念念。念念的爸媽準備了一大桌山珍海味的菜來歡迎喬，她卻因吃素而吃不了大部分的食物，但感受到了台灣人情味的溫暖；喬因為不習慣而吃壞肚子、得了腸胃炎，天明溫柔的照顧她，讓喬看見了念念所說的天明。而在舊金山的念念找上男友維勝，維勝約了念念到萊恩開的餐廳，讓念念與萊恩又再度遇見。維勝對念念冷漠，又因工作急忙趕離，讓念念十分不悅，最後萊恩陪著念念，吃完了她來到舊金山的第一餐。 |                                       |                                     |                   |             |             |
| 3 | 融入 Blend in                         | 2018年9月15日                       | 2018年9月16日     | 0.82        | 0.93        |
| 念念爸爸煮的一碗中藥豬心，把喬臭醒；天明叫喬去顧店，但她連店都找不著，迷路了一個小時後，才發現店就在念念家的隔壁巷子。喬很喜歡明天柑仔店，也在台灣體驗了立蛋、龍舟賽等與舊金山不同的端午節。喬打電話給了表弟小盟，說自己來到了台灣，因此見到了姑姑與阿嬤。阿嬤說了關於喬父母的事情與喬爸的願望筆記本，讓喬與天明決定要幫父親完成願望，之後天明帶著喬，來到自己與喬爸的母校—臺灣大學。而在舊金山的念念，似乎一切不順：吃漢堡被店員兇、車窗被打破遭竊，還有發現男友王維勝竟然在美國另有女友，過上了一個真正不一樣的端午節。好險，有萊恩陪著她參加420派對與同志遊行，以及與父親的視訊，讓她心情好一些。喬與念念兩人，分別漸漸融入了台北與舊金山的生活。                                                                          |                                       |                                     |                   |             |             |
| 4 | 初吻 First Kiss                       | 2018年9月22日                       | 2018年9月23日     | 0.44        | 0.82        |
| 雖然喬的美國護照已經重新申辦好了，她卻還想留在台灣。因此喬把在美國的工作辭了，也剛好上表弟小盟的直播被媽媽看到，而被唸了一頓。喬以為念念要回來台北，決定要找房子租，天明則不停邀請喬來住他家。在舊金山的念念，則是被喬媽帶去介紹給一樣是台裔美國人的朋友，還有萊恩帶著她去酒莊參觀；喬媽的朋友彼得叔叔昏倒，讓念念用中醫穴道按摩後去醫院，耽擱不少時間。最後時刻念念叫了計程車，到酒莊找到萊恩。在台北的美國國慶日，天明帶著喬去完成她爸爸的願望清單之一—看林旺爺爺，還在柑仔店唱了台語版的美國國歌。喬深深的被天明吸引，最後在淡水河畔親了天明。而萊恩因為念念要回台灣，對念念告白，萊恩也親了念念。天明因為喬撞車腳受傷，喬決定住天明家，可以方便照顧他。喬與天明，念念與萊恩，這兩對情侶的初吻巧合同時進行。               |                                       |                                     |                   |             |             |
| 5 | 母親的眼淚 Mother's Tears 2008        | 2018年9月29日                       | 2018年9月30日     | 0.57        | 0.80        |
| 2008年，念念與天明可能成為一對情侶。天明從事投資行業，念念仍稱繼母為小文阿姨，也還有個男友王維勝。念念生母寄信來給念念爸爸，回憶起1991年兩人的舊金山蜜月旅行—念念生母來到舊金山就想久留，在念念兩歲時生母搬到舊金山，幾年過去，原本是念念爸爸工作的助手的小文阿姨，已經變成了生活的幫手。那年喬在美國讀大學，跟著媽媽去宣誓成為美國公民，看到媽媽回憶起台灣還流下眼淚，姑姑打電話要喬回來台灣，還講了喬媽壞話。喬因此在家中找到有關爸爸的事物，卻被媽媽訓了一頓。念念爸爸收到念念生母的信後，決定去舊金山找她，不過為時已晚，念念生母因病過世，流下最後一滴眼淚。念念生了一場重病，錯過了煙火，好險小文阿姨照顧著她。那時的王維勝還很愛她、照顧她，而天明因金融風暴賠了許多金錢，甚至對朋友的信譽，讓天明不再是投資界的金童。 |                                       |                                     |                   |             |             |
| 6 | 距離 Distance                         | 2018年10月13日                      | 2018年10月14日    | 0.53        | 0.74        |
| 發現萊恩曾結過婚的事實，念念感到難以啟齒。天明帶著喬找尋喬父親生前的願望，竟發現他對初戀情人始終難以忘懷，還以情人的名字給喬取名。念念聽聞父親生病，為了探望他而飛回台灣，卻沒有告訴萊恩。念念父親檢查出罹患大腸癌第二期，令全家憂心忡忡，他卻不願意開刀治療，堅持要念念以中醫方式治病。念念心情跌落谷底，告訴萊恩她無法短時間內回去舊金山了。 |                                       |                                     |                   |             |             |
| 7 | 過去的鬼魂 Ghost                      | 2018年10月20日                      | 2018年10月21日    | 0.61        | 0.79        |
| 喬考慮留在台灣，以完成父親生前的願望。念念持續說服父親接受西醫開刀，然而父親堅持用中醫對抗癌症，令所有人都極為苦惱，尤其令念念壓力過大。喬在逛植物園時分享給母親，知道自己的名字是來自於《小婦人》，頓時化解了對父親的誤會。喬決定出面扮演黑臉，當面向念念父親提出建議，讓他願意接受西醫開刀治療。父親的手術相當順利，而當念念心情轉好時，發現萊恩竟在樓下等她。 |                                       |                                     |                   |             |             |
| 8 | 承諾 Promise                          | 2018年10月27日                      | 2018年10月28日    | 0.65        | 0.93        |
| 念念的父親對兩人滿腹疑慮，擔心念念又在愛情中受傷，對萊恩百般刁難；萊恩當面向他說一輩子的愛情不能保證，但自己對念念是真心的。天明找回老友小朱，提出對大稻埕投資計畫的開發案，試圖再現老街百年風華，喬則答應與天明同居。念念在合勝堂行醫有成，讓病患讚賞有加，也讓父親萌生讓她接手合勝堂的想法。念念帶著萊恩行走台北，遇到結婚57年的老夫老妻，讓念念不禁質問萊恩對愛情的看法。 |                                       |                                     |                   |             |             |
| 9 | 公路旅行 Road Trip                    | 2018年11月3日                       | 2018年11月4日     | 0.57        | 0.84        |
| 四人踏上一場公路旅行，喬親眼見到父親對台灣的生前心願；念念原先疑惑萊恩為何對性事毫不主動，終於在這次旅行中兩人發生了關係。萊恩在一番考慮後，決定投資天明的大稻埕生意。念念夾在接班合勝堂與選擇愛情間掙扎，不願意陪萊恩返回舊金山。在夜晚的公路上天明接到電話，小盟告訴他小朱將現金提領完後消失無蹤，投資案的資金全數被帶走。 |                                       |                                     |                   |             |             |
| 10 | 再見。再見 Farewell                   | 2018年11月10日                      | 2018年11月11日    | 0.56        | 0.76        |
| 萊恩的前妻麗莎來到台灣，讓念念跟萊恩的感情產生新的變化；小朱捲款潛逃後在機場打電話給天明，告訴自己準備逃亡，天明是罪有應得。財務一夕之間吃緊，喬提議出售天明父親的雜貨店，令他相當猶豫。念念的父親原先要念念正式接班合勝堂，念媽卻勸他時代不同，這樣做只是綁住念念的人生。天明找來歌仔戲班讓喬完成父親心願，也令喬祖母與姑姑對他讚賞有加，而喬祖母要喬去他公司上班。念爸最終決定放手，讓念念赴舊金山學習中醫，而夫妻倆前往歐洲度假，合勝堂則是暫停營業。 |                                       |                                     |                   |             |             |
| 11 | 磨合期 Dovetailing                    | 2018年11月17日                      | 2018年11月18日    | 0.44        | 0.76        |
| 念念在中醫學校上英語班，意外結識來自中國的中醫師錢教授，讓她從對錢教授的作風不認同，到成為他的得意門生。萊恩只想待在家中，維持自己的生活步調，這令念念無法適應在美國的生活。喬進入奶奶的服飾公司上班，面對業績日漸下滑、看不慣的台灣職場人情文化，她試圖對公司的現況做出改變。天明因債務問題躲到山中逃避，不願意接受喬的幫忙。 |                                       |                                     |                   |             |             |
| 12 | 佳節愉快 Happy Holidays               | 2018年12月1日                       | 2018年12月2日     | 0.40        | 0.98        |
| 聖誕節來臨，錢教授、萊恩前妻莎莉與女兒蒂芬妮來家裡度過聖誕夜，氣氛不太融洽，最終落得尷尬的結局。天明重新振作，考慮將雜貨店賣掉，意外發現父親留下的筆記本。喬與小盟聯手，架設網站之餘開發新產品，要將服飾公司打造一番新氣象。跨年夜，天明帶喬在台北101前欣賞煙火，而念念則跟著琇荷阿姨來到教堂；萊恩因聖誕夜的氣氛前來跟念念道歉，卻透露隱瞞許久的事實。 |                                       |                                     |                   |             |             |
| 13 | 第三者 Intruder                       | 2018年12月8日                       | 2018年12月9日     | 0.59        | 0.87        |
| 萊恩沒坦白尚未跟莎莉離婚，令念念十分不解，兩人大吵一架，關係出現了瓶頸。喬架設的網站正式上線，成交量突破百萬，為服飾公司帶來新商機。念念開始中醫實習，與錢教授漸漸成為亦師亦友的關係，在醫院遇到上海姑娘溫蒂—實習醫師眼中的頭號奧客，兩人一言不合下，最終意外成為朋友，還一起逛街購物。與此同時，天明的債務危機出現一絲轉圜的希望：小趙的老屋需要有人幫忙處理，天明找上金主張國強，決定改建成親子手作坊。喬覺得天明忙到沒時間與她相處，決定搬回合勝堂居住。萊恩來到實習醫院道歉，請念念給他多一些時間，念念這次卻沒有答應他，留下一句再看看便離去。 |                                       |                                     |                   |             |             |
| 14 | 請對自己好一點 Uninvited Guest        | 2018年12月15日                      | 2018年12月16日    | 0.57        | 0.99        |
| 念念爸媽的旅行不歡而散，念爸回到台北，念媽則隻身來到舊金山。喬的母親回到台灣，一心想介紹黃金單身漢給喬，卻得知喬已經和天明交往。喬媽視察天明的雜貨店後，相當不滿意天明的工作以及財務狀況，更想把喬帶回美國；而喬的祖母則支持天明，也希望喬留在台灣入籍，繼承喬爸的財產，讓喬的家庭關係變得相當緊張。溫蒂帶念媽治裝後來到電影映後派對，一度讓錢教授煞到，而念媽在發現萊恩的婚姻狀態後，對萊恩大發雷霆，萊恩則尷尬離開現場。喬媽與喬祖母回憶起當年往事，逐漸解開兩人心結，最終喬媽退讓，同意讓喬留在台灣，但喬跟天明卻因為彼此的不對等而吵架。念媽透露當年念念生母曾回來台灣的過往，念念沒有生氣，反而感謝念媽的坦白。念念要萊恩給她一個離婚的期限，萊恩無法保證，一氣之下兩人鬧了分手。                                        |                                       |                                     |                   |             |             |
| 15 | 枸杞蒸蛋 Steamed Egg With Wolfberries | 2018年12月22日                      | 2018年12月23日    | 0.63        | 0.83        |
| 念念父親來到舊金山過年，一家三口又回到甜蜜的時光。喬帶母親來戶政事務所辦身分證，天明的老屋設計工作逐漸步上軌道，而他跟喬媽的關係逐漸好轉。念爸與錢教授幫念媽把脈，兩人為了中藥藥方而爭執不休。萊恩決定將中藥藥材加入餐廳新菜單，特地做了枸杞蒸蛋給念念，卻被念爸反酸不懂藥性，只是表面功夫。天明與萊恩都因為錢而影響自己的感情問題，前者有債務壓力，後者有離婚贍養費，兩人體認到錢對愛情的重要性。念念的國際駕照到期，趁此機會考過美國駕照；萊恩想跟念念爸媽解釋自己的婚姻，卻被無情拒絕。天明始終覺得自己配不上喬，於是喬提議分手。年夜飯夜晚，喬沒有向眾人解釋自己跟天明的處境，喬祖母卻已認定兩人該結婚；而念爸最終給萊恩機會，讓他跟念念一家圍爐。                                                                        |                                       |                                     |                   |             |             |
| 16 | 16街廢墟車站 16th Street Station      | 2018年12月29日                      | 2018年12月30日    | 0.53        | 0.65        |
| 念念爸媽回到台北，念念租車想自己出去探險，車卻半途拋錨，還陰錯陽差下誤食大麻布朗尼，見到了生母的幻影。念念請喬翻找自己的舊金山明信片，打探到生母生前曾待過的參茸藥行，拿回母親的行李，才知道舊金山的美好都是編織出的夢幻：生母根本沒寫過信給念念，信都是念爸為了不讓她傷心的謊言。念念最終接受鐵錚錚的事實，驚醒自己的美國夢破碎，旅行只是另一種逃避。喬發現了天明寫給念念的情書，便向天明質問與念念的過去。錢教授因行政事務與醫院不合，最終離職，同時念念拿到最優秀實習醫生獎。萊恩告訴念念自己已辦好離婚，念念卻體認到旅程該結束了，決定返回台北。 |                                       |                                     |                   |             |             |
| 17 | 三人行 Threesome                      | 2019年1月5日                        | 2019年1月6日      | 0.54        | 0.99        |
| 喬的弟弟漢克來訪大稻埕，對念念、天明跟喬的關係頗感好奇。念念正式接班合勝堂，老病患卻不放心給她看診，只有病人小琴上門求助不孕症；而喬在診所中教授鄰居瑜珈、架設英文網站，開啟了新的合勝堂。念媽因為過去經驗改了念念的藥方，兩人為此吵架，讓念念意外得知念媽懷孕過，卻為了當時重病的她做出犧牲。念念自責下找天明哭訴，卻被喬撞見，讓喬決定一個人冷靜，與天明的關係更顯尷尬。小琴最終調養好身體成功懷孕，過往的老顧客也漸漸上門，而天明協助籌備的咖啡廳正式開張。喬感到天明對自己無動於衷，最後決定返回舊金山。念念報名有關憂鬱症與中醫的講座，意外遇到舊情人王維勝。 |                                       |                                     |                   |             |             |
| 18 | 沒有你以後Without you later           | 2019年1月12日                       | 2019年1月13日     | 0.59        | 0.83        |
| 念念巧遇舊情人王維勝，幫他治療憂鬱症；維勝的美國夢並不快樂，而念念則選擇諒解對方。合勝堂逐漸步上正軌，喬向天明透露心聲，認為他的一廂情願中沒有思考過她的未來；天明拿出雜貨店地契給喬，不解風情的做法，讓喬最終仍然離去。天明的改造大稻埕計畫持續，地主施大哥同意與他合作茶館計畫。維勝被念爸質問是否愛著美國的未婚妻，因念念已被他傷害過一次，不希望再有人受傷；被念爸調理好身體後，維勝正式向念念一家道歉，也感謝與念念的一切。道別後，喬與天明在兩地回憶起彼此，天明決定透過喬媽安排，啟程前去舊金山找喬—最終天明與喬見面，擁抱接吻。念爸的舊疾復發，狀況比預想嚴重，被念媽發現昏倒在家中。 |                                       |                                     |                   |             |             |
| 19 | 無常Impermanence                      | 2019年1月19日                       | 2019年1月20日     | 0.77        | 0.89        |
| 念爸的癌症擴散，念媽提議將合勝堂暫時關閉以專心照顧，卻被念念否決。天明回到大稻埕，文藝復興的計畫被雜誌社採訪。趙伯伯帶孫子維維來看病，念念與維維建立起情誼，原來他裝病只因為父母正在辦理離婚，想引起父母對他的注意。喬回到台灣，在偶然聽到喜餅的事情後，對於台灣文化中婚姻代表兩家人的事情十分不解。念爸到醫院檢查，但他不肯做化療，又回到家中養病。喬發現自己的經期來晚了，驗孕後告訴天明自己有喜。在一次感人的傾心交談中，念爸將他與念念生母的故事娓娓道來，最後在椅子上失去呼吸。 |                                       |                                     |                   |             |             |
| 20 | 念念不忘 Never forget                 | 2019年1月26日                       | 2019年1月27日     | 0.78        | 0.88        |
| 念爸的喪禮過後，悲傷的情緒影響到了健康，念念看病時心不在焉，忘記幫月嬸取針，甚至聽不到脈象。喬了解到傳統儀式的意義，決定與天明結婚，兩人籌辦起台灣傳統婚禮。念媽因念念的狀態暫時關閉合勝堂。念念試穿伴娘婚紗時想到萊恩，覺得父親仍然在身邊，無法接受他已離開的事實。天明向喬正式求婚，念念卻突然昏厥。念念看著自己一年年寫下的遺書，決定啟程舊金山。念媽發現念念寫下最後一封遺書，怕她想不開，於是請天明去舊金山尋找念念。念念喝了天明煮的豬心湯，想起念爸常常煮，便哭了出來。但也因為天明的關係，念念逐漸想開了。她回到台灣後，天明和Jo結婚，念念在門口貼「囍」字，但Ryan剛好來送花，就以為念念結婚了。 三年後，Jo的孩子澤澤長大了，而念念到舊金山教中醫，上完後，她走在斑馬線上，遇見Ryan，兩人相視而笑。                   |                                       |                                     |                   |             |             |

## 獎項
| 年度   | 大獎                | 獎項             | 入圍者                                         | 結果 |
| ------ | ------------------- | ---------------- | ---------------------------------------------- | ---- |
| 2019年 | 第54屆金鐘獎        | 戲劇節目獎       | 戲劇節目獎                                     | 提名 |
| 2019年 | 第54屆金鐘獎        | 戲劇節目編劇獎   | 陳怡妤、林佳慧、陳玲慧、范芷綺、葉丹青、葉天倫 | 提名 |
| 2019年 | 第54屆金鐘獎        | 戲劇節目導演獎   | 葉天倫                                         | 提名 |
| 2019年 | 第54屆金鐘獎        | 戲劇節目男主角獎 | 溫昇豪                                         | 提名 |
| 2019年 | 第54屆金鐘獎        | 戲劇節目女主角獎 | 曾珮瑜                                         | 提名 |
| 2019年 | 第54屆金鐘獎        | 戲劇節目男配角獎 | 龍劭華                                         | 提名 |
| 2019年 | 第2屆亞洲影視學院獎 | 最佳男配角       | 龍劭華                                         | 提名 |

## 外部連結
- 雙城故事的Facebook專頁
- 公視官方網站
- 民視官方網站 （页面存档备份，存于）
- 八大官方網站
- 在Netflix上觀看《雙城故事》
- 雙城故事的MyVideo正版線上看 （页面存档备份，存于）

| 臺灣 公視主頻 每週六 21:00 - 22:30          | 臺灣 公視主頻 每週六 21:00 - 22:30                                                    | 臺灣 公視主頻 每週六 21:00 - 22:30 |
| ------------------------------------------- | ------------------------------------------------------------------------------------- | ---------------------------------- |
|                                             | 雙城故事 （2018年9月1日－2019年1月26日）                                              |                                    |
| 憤怒的菩薩 （2018年8月18日－2018年8月25日） | 念念 （2019年2月2日） 港囧 （2019年2月9日） 魂囚西門 （2019年2月16日－2019年3月16日） |                                    |

| 臺灣 民視無線台 每週日 22:00 - 23:30 | 臺灣 民視無線台 每週日 22:00 - 23:30 | 臺灣 民視無線台 每週日 22:00 - 23:30 |
| ------------------------------------ | --- | ------------------------------------ |
|                                      | 雙城故事 （2018年9月2日－2019年1月27日） |                                      |
| 當你微笑時 （2018年8月26日）         | 薛丁格的貓（重播） （2019年2月3日－2019年2月10日）台灣的聲音 （2019年2月17日－2019年4月14日）老鼠捧茶請人客 （2019年4月21日－2019年4月28日） |                                      |

| 臺灣 八大戲劇台 每週日 20:00 - 21:30 | 臺灣 八大戲劇台 每週日 20:00 - 21:30                                                        | 臺灣 八大戲劇台 每週日 20:00 - 21:30 |
| ------------------------------------ | ------------------------------------------------------------------------------------------- | ------------------------------------ |
|                                      | 雙城故事 （2018年9月9日－2019年2月3日）                                                     |                                      |
| -                                    | 麻醉風暴（重播） （2019年2月10日－2019年2月24日）我是顧家男 （2019年3月3日－2019年5月26日） |                                      |